# Мирослав Вуличевич
Мирослав Вуличевич (серб. Мирослав Вулићевић / Miroslav Vulićević, нар. 29 травня 1985, Лепосавич) — сербський футболіст, захисник. Виступав, зокрема, «Партизан» за національну збірну Сербії.

## Клубна кар'єра
У дорослому футболі дебютував 2002 року виступами за команду клубу «Бане Раса», в якій провів два сезони, взявши участь у 25 матчах чемпіонату.
Згодом з 2004 по 2009 рік грав у складі «Явора» (Іваниця) і за п'ять з половиною років провів в основному складі 122 матчі та забив 4 голи. У 2006 році недовгий час на правах оренди грав за «Борац» (Чачак).
Своєю грою за «Явор» привернув увагу представників тренерського штабу клубу «Воєводина», до складу якого приєднався у червні 2009 року. Відіграв за команду з Нового Сада наступні п'ять сезонів своєї ігрової кар'єри. Більшість часу, проведеного у складі «Воєводини», був основним гравцем захисту команди.
До складу клубу «Партизан» приєднався у грудні 2013 року. У складі команди двічі ставав чемпіоном Сербії і чотири рази вигравав національний кубок. Після закінчення терміну дії контракту з «Партизаном» у січні 2020 року Вуличевич завершив футбольну кар'єру.

## Виступи за збірну
2008 року дебютував в офіційних матчах у складі національної збірної Сербії. Провів за збірну три матчі.

## Досягнення
- Чемпіон Сербії: 2015, 2017
- Володар Кубка Сербії: 2016, 2017, 2018, 2019